# Гурфінкель Михайло Аркадійович
Михайло Аркадійович Гурфінкель (1960) — кларнетист, педагог, виконавець.

## Біографія
До 1979 року сім'я Гурфінкелів жила у Дніпропетровську. В 1979 закінчив Дніпродзержинське музичне училище (клас свого батька А. Гурфінкеля).
Лауреат Всесоюзного конкурсу (Одеса, 1983, 2 премія), у 1984 — Музично-педагогічний інститут ім. Гнесіних (клас професора А. Федотова), у 1982–1990 артист симфонічного оркестру Міністерства культури СРСР, з 1990 концертмейстер групи кларнетів симфонічного оркестру міста Рішон-Леціона (Ізраїль), який також є оркестром Нової Ізраїльської опери. Викладач консерваторії міста Кфар-Саба (Ізраїль).
Михайло Гурфінкель також часто і багато виступає з концертними програмами в Ізраїлі та за кордоном. Проводить майстер-класи гри на кларнеті.

## Сім'я
Батько — Аркадій Гурфінкель був відомим в СРСР викладачем за класом кларнета. Серед його учнів багато талановитих кларнетистів. Лауреатів всіляких виконавських конкурсів.
Дружина — Лілія, скрипалька.
Двоє синів-близнюків Михайла Гурфінкеля, Даніель і Олександр (1992), пішли по стопах батька і діда, ставши відомими кларнетистами. Вони виступають разом із знаменитими диригентами і оркестрами світу (Зубен Мета, Володимир Співаков, Юрій Башмет, Дмитро Логвин та ін).